# Список президентов Амбазонии
Президе́нт Федерати́вной Респу́блики Амбазо́ния — государственная должность главы государства непризнанной Федеративная Республика Амбазония, учреждённая Временным правительством Абмазонии. Полномочия и обязанности определяются действующей конституцией ФРА.

## Правовой статус
Согласно действующей конституции, президент ФРА является председателем Временного правительства Амбазонии, а также гарантом конституции, прав и свобод граждан ФРА, является главой государства и верховным главнокомандующим. Президент, осуществляющий деятельность вопреки интересам Амбазонии может быть признан Советом по восстановлению Амбазонии государственным предателем и объявить т.н. «народный импичмент» согласно ст. 9 п.3-b действующей конституции.

## Порядок избрания и вступления в должность
Президент ФРА в соответствии с положениями временной конституции избирается расширенной коллегией выборщиков, состоящий из членов кабинета министров (Временного Правительства), региональных и всегосударственных полонмочных, избранных выборщиков на срок в два года с возможностью продления полномочий, либо переноса выборов в связи с ситуацией внутри государства. При вступлении в должность, президент должен произнести клятву, определённую в конституции, а также расписаться в заранее заготовленном бланке с клятвой.

## Полномочия и обязанности
Согласно действующей конституции, президент ФРА обладает следующими полномочиями:
- Назначение вице-президента ФРА;
- Издавать исполнительные приказы, не противоречащие действующей конституции и законодательству;
- Представлять государство на международном уровне и выступать от лица его народа;
- Осуществлять исполнительную власть вместе с другими членами кабинета министров, разрабатывая и осуществляя национальную политику, включая направление внешней политики;
- Отвечать за исполнение и/или ратификацию законов, постановленных Временным Правительством и/или Кабинетом Министров;
- Формировать особые комиссии, комитеты и органы власти при Правительстве;
- Назначать полномочных чрезвычайных послов Амбазонии;
- Присуждать государственные награды;
- Ратифицировать вместе с Советом по восстановлению Амбазонии договора и акты.
- Осуществлять помилование или изменение наказания;

## Список президентов
Самовыдвиженец, беспартийный.
| №     | Портрет | Президент (Годы жизни)            | Срок президентства                          | Срок президентства                                       | Партия       | Примечания |
| ----- | ------- | --------------------------------- | ------------------------------------------- | -------------------------------------------------------- | ------------ | --- |
| 1     |         | Сису Джулиус Аюк Табе (род. 1965) | 1 октября 2017                              | 4 февраля 2018                                           | беспартийный | Арестован и приговорён к пожизненному заключению в Камеруне. Де-юре и де-факто был отстранён от должности путём новых выборов и импичмента.                  |
| и. о. |         | Самуэль Икоме Сако (род. 1966)    | 4 февраля 2018 (оспаривается со 2 мая 2019) | 22 ноября 2019 (оспаривается со 2 мая 2019)              | беспартийный | |
| 2     |         | Самуэль Икоме Сако (род. 1966)    | 22 ноября 2019                              | 2 февраля 2022 (де-юре)действующий (по своим заявлениям) | беспартийный | Легитимность оспаривается Аюком Табе. Избран на выборах 2019 года.                                                                                           |
| (1)   |         | Сису Джулиус Аюк Табе (род. 1965) | 2 мая 2019                                  | действующий(оспаривается с 2 февраля 2022)               | беспартийный | Легитимность оспаривается Временным Правительством ФРА. Находится под стражей в г. Яунда и де-факто контролируется МВД Камеруна, не имея фактической власти. |
| и. о. |         | Марианта Нджомия (род. 1965)      | 2 февраля 2022                              | 3 февраля 2022                                           | беспартийная | Легитимность оспаривается Икоме Сако и Аюком Табе (лишь формально). Назначена ИО Президента по решению Временного Правительства.                             |
| 3     |         | Марианта Нджомия (род. 1965)      | 3 февраля 2022 (де-юре)                     | действующая (де-юре)(оспаривается с 10 сентября 2022)    | беспартийная | Легитимность оспаривается Икоме Сако и Аюком Табе (лишь формально). Избрана на выборах 2022 года после импичмента Икоме Сако.                                |
| 4     |         | Крис Ану                          | 10 сентября 2022                            | действующий                                              | беспартийный | Легитимность оспаривается Мариантой Нджомией (фактическим главой государства), Икоме Сако и Аюком Табе (лишь формально).                                     |